# Képernyőfelbontás

Különböző felbontások

A digitális televízió, számítógép-monitor vagy más megjelenítő eszköz kijelzőfelbontása vagy megjelenítési módja a megjeleníthető egyes dimenziókban különálló pixelek száma. Ez egy kétértelmű kifejezés lehet, különösen azért, mert a megjelenített felbontást különböző tényezők szabályozzák a katódsugárcsöves (CRT) kijelzők, a síkpaneles kijelzők (beleértve a folyadékkristályos kijelzőket) és a fix képelem (pixel) tömböket használó vetítőkijelzők esetében.
A felbontást általában szélesség × magasság formában adják meg, a mértékegységek pixelben vannak megadva: például az 1024 × 768 azt jelenti, hogy a szélesség 1024 pixel, a magasság pedig 768 pixel.
A kijelző felbontása kifejezés egyik használata a fix pixel-sorozatú kijelzőkre vonatkozik, mint például a plazma kijelzőpanelek (PDP), folyadékkristályos kijelzők (LCD), digitális fényfeldolgozó (DLP) projektorok, OLED kijelzők és hasonló technológiák, és egyszerűen a kijelzőt alkotó pixelek oszlopainak és sorainak fizikai számát jelenti (pl. 1920 × 1080). A rögzített rácsú kijelző következménye, hogy a több formátumú videobemenetek esetében minden kijelzőnek szüksége van egy "méretezőmotorra" (egy digitális videoprocesszorra, amely egy memóriamezőt tartalmaz), hogy a bejövő képformátumot a kijelzőhöz igazítsa.
A készülékkijelzők, például telefonok, táblagépek, monitorok és televíziók esetében a kijelző felbontása kifejezés használata a fenti meghatározás szerint téves, bár gyakori. A kijelző felbontása kifejezést általában a pixelméretekre, azaz az egyes dimenziókban található pixelek maximális számára használják (pl. 1920 × 1080), ami nem mond semmit annak a kijelzőnek a pixelsűrűségéről, amelyen a kép ténylegesen megjelenik: a felbontás helyesen a pixelsűrűségre, azaz a pixelek egységnyi távolságra vagy területre eső számára utal, nem pedig a pixelek teljes számára. A digitális mérésben a kijelző felbontását hüvelykenkénti képpontokban (PPI) adnák meg. Az analóg mérésben, ha a képernyő 10 hüvelyk magas, akkor a vízszintes felbontást egy 10 hüvelyk széles négyzetre mérik. A televíziós szabványok esetében ezt jellemzően "képmagasságra vetített vízszintes felbontásként" adják meg; például az analóg NTSC tévékészülékek általában körülbelül 340 sornyi "képmagasságra vetített" vízszintes felbontást képesek megjeleníteni az adáson kívüli forrásokból, ami körülbelül 440 teljes sornyi tényleges képinformációnak felel meg a bal szélétől a jobb széléig.
| Kijelzőszabvány megnevezése (angolból rövidítés) | Képarány | Szélesség (pixelekben) | Magasság (pixelekben) | Képfelbontas (Megapixelekben) | Steam (%) | StatCounter (%) |
| ------------------------------------------------ | -------- | ---------------------- | --------------------- | ----------------------------- | --------- | --------------- |
| nHD                                              | 16:9     | 640                    | 360                   | 0.230                         | N/A       | 0.47            |
| VGA                                              | 4:3      | 640                    | 480                   | 0.307                         | N/A       | N/A             |
| SVGA                                             | 4:3      | 800                    | 600                   | 0.480                         | N/A       | 0.76            |
| XGA                                              | 4:3      | 1024                   | 768                   | 0.786                         | 0.38      | 2.78            |
| WXGA                                             | 16:9     | 1280                   | 720                   | 0.922                         | 0.36      | 4.82            |
| WXGA                                             | 16:10    | 1280                   | 800                   | 1.024                         | 0.61      | 3.08            |
| SXGA                                             | 5:4      | 1280                   | 1024                  | 1.311                         | 1.24      | 2.47            |
| HD                                               | ≈16:9    | 1360                   | 768                   | 1.044                         | 1.55      | 1.38            |
| HD                                               | ≈16:9    | 1366                   | 768                   | 1.049                         | 10.22     | 23.26           |
| WXGA+                                            | 16:10    | 1440                   | 900                   | 1.296                         | 3.12      | 6.98            |
| N/A                                              | 16:9     | 1536                   | 864                   | 1.327                         | N/A       | 8.53            |
| HD+                                              | 16:9     | 1600                   | 900                   | 1.440                         | 2.59      | 4.14            |
| UXGA                                             | 4:3      | 1600                   | 1200                  | 1.920                         | N/A       | N/A             |
| WSXGA+                                           | 16:10    | 1680                   | 1050                  | 1.764                         | 1.97      | 2.23            |
| FHD                                              | 16:9     | 1920                   | 1080                  | 2.074                         | 64.81     | 20.41           |
| WUXGA                                            | 16:10    | 1920                   | 1200                  | 2.304                         | 0.81      | 0.93            |
| QWXGA                                            | 16:9     | 2048                   | 1152                  | 2.359                         | N/A       | 0.51            |
| QXGA                                             | 4:3      | 2048                   | 1536                  | 3.145                         |           |                 |
| UWFHD                                            | ≈21:9    | 2560                   | 1080                  | 2.765                         | 1.13      | N/A             |
| QHD                                              | 16:9     | 2560                   | 1440                  | 3.686                         | 6.23      | 2.15            |
| WQXGA                                            | 16:10    | 2560                   | 1600                  | 4.096                         | <0.58     | <2.4            |
| UWQHD                                            | ≈21:9    | 3440                   | 1440                  | 4.954                         | 0.87      | N/A             |
| 4K UHD                                           | 16:9     | 3840                   | 2160                  | 8.294                         | 2.12      | N/A             |
| 5K                                               | 16:9     | 5120                   | 2880                  | 14.745                        |           | N/A             |
| DUHD                                             | 32:9     | 7680                   | 2160                  | 16.588                        |           | N/A             |
| 8K UHD                                           | 16:9     | 7680                   | 4320                  | 33.177                        |           | N/A             |
| Other                                            |          |                        |                       |                               | 2.00      | 15.09           |